# Pectiniidae
Pectiniidae é uma família de cnidários antozoários da subordem Faviina, ordem Scleractinia.

## Géneros
- Echinomorpha Veron, 2000
- Echinophyllia Klunzinger, 1879
- Mycedium Oken, 1815
- Oxypora Kent, 1871
- Pectinia Oken, 1815
- Physophyllia Duncan, 1884